# Musical Chairs
Musical Chairs je sedmá epizoda druhé série amerického televizního seriálu Smash a v celkovém pořadí dvacátá druhá epizoda tohoto seriálu. Napsala ji Becky Mode a režírovala ji Casey Nicholaw. Epizoda se poprvé vysílala ve Spojených státech dne 19. března 2013 na televizním kanálu NBC.
V této epizodě si Karen, Tom, Julia a Derek musejí zvykat na nové prostředí a podmínky poté, co Derek odešel z muzikálu. Současně je také vyvíjen velký tlak na hru Liaisons, která má těsně před premiérou. Eileen s asistencí své dcery Katie konečně získává Bombshell jen pro sebe.

## Obsah epizody
Jimmy, Kyle, Ana a Derek prezentují části z muzikálu Hit List před Scottem na manhattanském divadelním workshopu. Scott řekne, že si o tom potřebuje promluvit se svými lidmi a později tvůrcům navrhne, že potřebují vypravěče, který by pomohl vysvětlit děj, protože je hra zatím pouze zpívaná a postrádá mluvené dialogy. Scott také cítí, že kdyby tomu nerozumělo starší obecenstvo, tak muzikál nemůže být převeden na velkou scénu a bude muset být uveden pouze v prostoru s osmdesáti sedačkami, který je určen pro experimentální práci. Jimmy je vůči změnám velmi kritický a zatímco si Kyle a Derek myslí, že změny budou k lepšímu, tak se musí potýkat s Jimmyho nesouhlasem.
Zkoušky Bombshell nejdou zrovna moc ideálně, protože se Tom teprve učí být režisérem, nesedne si názory s Karen a snaží se předejít tomu, aby použil Derekovu choreografii, protože Derek ještě zatím nepodepsal smlouvu, která by dovolovala použít jeho choreografii pro muzikál. Eileen se snaží dostat Jerryho definitivně od Bombshell. Její dcera Katie přijede, aby jí v tom mohla pomoci. Julia podporuje Tomovu režii, ale je nešťastná, když Tom vystřihne část ohledně Marylininy matky.
Ve hře Liasons jde vše špatně - celé představení je nudné a obsazení je nešťastné z reakcí publika z generálek před živým publikem. Ivy a Terry lamentují nad tím, jak jsou věci špatné a jak budou ještě horší na premiéře. Ivy navrhne, že když už bude inscenace stejně zrušena, tak tam Terry může dělat bláznivé věci, což ho pochopitelně velice nadchne.
Tom požádá Karen, aby se stala jeho doprovodem na Liasons jako nabídku míru a ona souhlasí. Také se ukáže, že Derek s sebou na premiéru přivedl Jimmyho a Kyla. Všichni se setkají před představením a Derek se stihne pohádat s Jerrym a Tomem ohledně jako odchodu z Bombshell, zatímco Kyle a Jimmy se obávají, že se Derek do muzikálu vrátí. Během představení je publikum znuděné, ale během čísla „Ce N'Est Pas Ma Faute“ Terry a ansámbl rozproudí publikum a stane se z toho komediální číslo, díky kterému se celé publikum směje. Na konci čísla Terry spadne z houpačky a zraní se.
Tom a Karen se potkávají s Ivy po představení a Karen uvidí chemii mezi Tomem a Ivy. Karen poté řekne Tomovi, že až bude zanedlouho hra Liasons zrušena, tak bude Ivy volná (aby přešla k Bombshell) a proto pro dobro všech ona (Karen) muzikál opouští. Tom smutně souhlasí, že tento nápad je ten nejlepší a sestaví s Eileen smlouvu, aby Karen mohla odejít. Karen se setkává s Derekem, Kylem a Jimmym a řekne jim, že opustila Bombshell a ptá se jich, zda ji přijmou zpět do Hit Listu. Všichni tři nadšeně souhlasí.
Otřesený Terry vzkáže hercům, že bude v pořádku, ale potvrzuje, že jeho náhradník dohraje za něj zbytek představení, než se hra zruší. Ivy opouští divadlo s velkým úsměvem.
Po rozhovoru s Karen ohledně problémů v Hit Listu, Jimmy souhlasí s přidáváním změn a společně s Kylem vytvoří nové úvodní číslo. Jimmy a Karen zpívají "Rewrite This Story" před Scottem a jeho týmem spolupracovníků, zatímco Derek si představuje, že na scénu byly přidány i video obrazovky a masivní osvětlení, které dodají celé scéně tu správnou atmosféru. Scott je z nového čísla nadšen a nabízí muzikálu hlavní scénu.
Eileen, Katie, Tom a Julia konfrontují Jerryho ohledně toho, aby vrátil muzikál Eileen, ale on to odmítá. Katie ho zatlačí do kouta větou "Tati, velice jsem se v tobě zklamala" a Jerry se nakonec nátlaku podvolí. Později Derek překvapí Toma a Juliu na zkoušce a dává jim podepsanou smlouvu, která je opravňuje použít v muzikálu jeho choreografii. Přichází Eileen a prohlašuje, že konečně je právoplatnou producentkou muzikálu. Všichni tři si připíjí na to, že Bombshell půjde na Broadway.

## Seznam písní
- "Heart Shaped Wreckage"
- "The National Pastime"
- "Ce N'Est Pas Ma Faute (It's Not My Fault)"
- "Rewrite This Story"

## Ohlasy u kritiků
Sara Brady ze serveru Television Without Pity dala epizodě známku 2 (B).